# Edward Ponsonby, 2. Baron Sysonby
Edward Gaspard Ponsonsby, 2. Baron Sysonby DSO (* 7. Juni 1903; † 21. Januar 1956 in Nairobi) war ein britischer Peer und Offizier.

## Biografie
Edward Ponsonby war der einzige überlebende Sohn von Frederick Ponsonby, 1. Baron Sysonby, und dessen Frau Victoria (geborene Kennard), einer erfolgreichen Kochbuchautorin.
Edwards Schwester Loelia heiratete Hugh Grosvenor, 2. Duke of Westminster, und in zweiter Ehe den Offizier, Polarforscher, Politiker und Autoren Sir Martin Lindsay, 1. Baronet.
Edward Ponsonby besuchte das Eton College. Sein Vater starb 1935, nur vier Monate nach seiner Ernennung zum Baron, und Edward beerbte ihn als 2. Baron Sysonby und wurde dadurch Mitglied des House of Lords.
Am 2. Oktober 1936 heiratete er Sallie Whitney Sanford, Tochter von Dr. Leonard C. Sanford. Das Paar hatte zwei Kinder, Carolyn Ponsonby (* 1938) und John Ponsonby (* 1945).
Er diente als Offizier des Queen’s Royal Regiment (West Surrey) in der Territorial Army. Im Zweiten Weltkrieg meldete er sich freiwillig zu den British Commandos, die 1940 zum Kampf gegen die deutschen Truppen gegründet worden waren und erhielt 1940 den Distinguished Service Order und stieg schließlich in den Rang eines Lieutenant-Colonel auf.
1948 emigrierte Lord Sysonby mit seiner Familie nach Afrika. Zunächst hielten sie sich in Südrhodesien (heute Simbabwe) auf und gingen dann 1950 nach Kenia, wo sie in Kitale eine Farm betrieben.
Lord Sysonby starb am 21. Januar 1956 mit 52 Jahren in Nairobi, und sein einziger Sohn John Ponsonby wurde der 3. Baron Sysonby. Lady Sysonby starb 1977.